# Ацетат кальция
Ацетат кальция — кальциевая соль уксусной кислоты. Бесцветное кристаллическое или аморфное вещество, хорошо растворимое в воде. Технический моногидрат может быть в форме гранул или некрупных игл. Обладает слабым вкусом и запахом уксуса. Химическая формула — Ca(CH3COO)2, однако чаще получают его моногидрат Ca(CH3COO)2•H2O.

## История названия
Пригорело-древесная соль — старинное название ацетата кальция — в старину получалась при сухой перегонке древесины, из-за чего древесина, естественно, обугливалась, «пригорала». Из-за того, что метод сухой перегонки древесины использовался алхимиками с незапамятных времён, установить человека, давшего такое название этой соли или впервые получившего её, невозможно.

## Получение
В лаборатории получают действием уксусной кислоты на карбонат, оксид или гидроксид кальция.
{\displaystyle {\mathsf {2CH_{3}COOH+CaCO_{3}\rightarrow Ca(CH_{3}COO)_{2}+H_{2}O+CO_{2}\uparrow }}}
{\displaystyle {\mathsf {2CH_{3}COOH+CaO\rightarrow Ca(CH_{3}COO)_{2}+H_{2}O}}}
{\displaystyle {\mathsf {2CH_{3}COOH+Ca(OH)_{2}\rightarrow Ca(CH_{3}COO)_{2}+2H_{2}O}}}
Также возможно получение из простого вещества:
{\displaystyle {\mathsf {2CH_{3}COOH+Ca\rightarrow Ca(CH_{3}COO)_{2}+H_{2}\uparrow }}}

## Применение
Не имеет промышленного применения.
Используется в лаборатории для получения диметилкетона (ацетона). Эту реакцию осуществляют, нагревая ацетат кальция до 160 °С:
{\displaystyle {\mathsf {Ca(CH_{3}COO)_{2}{\xrightarrow {160^{\circ }C}}CaCO_{3}+(CH_{3})_{2}CO}}}
Именно из-за этой реакции ацетат кальция нельзя хранить или сушить вблизи открытого огня, а помещения, в которых происходят работы с ацетатом кальция, должны быть оборудованы приточно-вытяжной вентиляцией.
Также может применяться в лаборатории для получения сложных эфиров уксусной кислоты — алкилацетатов:
{\displaystyle {\mathsf {Ca(CH_{3}COO)_{2}+2CH_{3}CH_{2}Br\rightarrow CaBr_{2}+2CH_{3}COOCH_{2}CH_{3}}}}
Также ацетат кальция используется для получения ацетата калия обменными реакциями из карбоната и/или бикарбоната калия:
{\displaystyle {\mathsf {Ca(CH_{3}COO)_{2}+2KHCO_{3}\rightarrow 2CH_{3}COOK+Ca(HCO_{3})_{2}}}}
{\displaystyle {\mathsf {Ca(CH_{3}COO)_{2}+K_{2}CO_{3}\rightarrow 2CH_{3}COOK+CaCO_{3}}}}
Также ацетат кальция применяют при получении лавсана в качестве катализатора.
Ещё одним способом применения ацетата кальция является приготовление аналога сухого спирта — твёрдого спиртового сольвата ацетата кальция — при смешивании ацетата кальция и этилового спирта.

### Пищевая промышленность
Ацетат кальция зарегистрирован в пищевой промышленности в качестве пищевой добавки группы консервантов E263. Может применяться как консервант, регулятор кислотности, уплотнитель растительных тканей. Останавливает развитие болезнетворных бактерий в хлебобулочных изделиях, смягчает ярко выраженный кислый вкус консервированных овощей и фруктов. В сельскохозяйственной промышленности используется для консервации кормов. Так как действие ацетата кальция ограничено наличием в продуктах сульфатов, фосфатов, карбонатов и гидрокарбонатов, которые в конечном итоге дают осадки с катионом {\displaystyle {\mathsf {Ca^{2+}}}}, то применять его лучше в сочетании с другими консервантами.
| Массовая доля основного вещества,безводная форма, %, не менее | 98                 |
| Потери при просушке, %, не более                              | 11                 |
| pH 10%-го водного раствора                                    | 6-9 (включительно) |
| Массовая доля нерастворимых веществ, %, не более              | 0,3                |

## Медицина
Ацетат кальция оказывает абсорбирующее действие на анионы фосфорных кислот:
{\displaystyle {\mathsf {3Ca(CH_{3}COO)_{2}+2PO_{4}^{3-}\rightarrow 6CH_{3}COO^{-}+Ca_{3}(PO_{4})_{2}\downarrow }}}
Также ацетат кальция восстанавливает положительный кальциевый баланс у больных с почечной недостаточностью в легкой, средней и тяжелой форме и у больных, находящихся на гемодиализе или перитонеальном диализе.  Является безалюминиевым и безмагниевым фосфат-связывающим препаратом (фосфат-биндером). Фосфат-связывающая способность ацетата кальция в 2 раза выше, а всасываемость его в кишечнике значительно меньше, чем у кальция карбоната.